# Neil Simpson (Skirennläufer)
Neil Douglas Hamilton Simpson, MBE (* 8. Dezember 2002) ist ein britischer paraalpiner Skifahrer mit Sehbehinderung.

## Leben
Neil Simpson wurde mit Nystagmus geboren, der unwillkürliche Augenbewegungen verursacht, er tritt in der Kategorie Sehbehinderte B3 an. Er begann im Alter von vier Jahren mit dem Skifahren und trat dem Gordon Skiers Club bei. Neil wird von seinem Bruder Andrew als Begleitläufer geführt.

## Karriere
Nach der Teilnahme an den British Para Alpine Championships 2018 und dem Gewinn von zwei Goldmedaillen wurde Neil in das Britische Para Alpine Team berufen. Er gab sein Debüt bei den Para-Alpin-Weltmeisterschaften 2021 in Lillehammer, wo er eine Silbermedaille in der Superkombination gewann. 2022 nahm er an den Winter-Paralympics teil und gewann eine Goldmedaille im Super-G und eine Bronzemedaille in der Super-Kombination. Bei den Weltmeisterschaften 2023 im spanischen Espot gewann er mit Begleitläufer Rob Poth Gold im Super-G, Silber im Slalom und Bronze im Riesenslalom.

## Ehrungen
Simpson wurde bei den Birthday Honours 2022 für Verdienste um den paralympischen Skisport zum Mitglied des Order of the British Empire (MBE) ernannt.